# Fløyen
Fløyen lub też Fløyfjellet (oryginalna pisownia Fløien) – szczyt o wysokości 399 m n.p.m. w Norwegii. Jest jednym z siedmiu szczytów otaczających miasto Bergen. Na szczyt można dostać się za pomocą kolei linowo-terenowej Fløibanen, która transportuje pasażerów z centrum Bergen w 8 minut.